# Judy Troy
Judy Troy (1951) es una escritora estadounidense y profesora en la Universidad de Auburn. Escribe historias breves y además es novelista. Antes de devenir escritora en Auburn,  enseñó en la Universidad de Indiana y en la de Misuri. Recibió en 1996 un Premio Whiting.
Su obra incluye "Ramone", aparecida en El Hábito de Arte: Historias Mejores del Indiana Taller de Ficción Universitaria (ISBN 0-253-21807-1) publicado en 1996 y Ten Miles West of Venus (ISBN 0-385-33288-2; ISBN 0-679-45153-6) publicado en 1997.  También tiene una historia en Sudden Fiction (continuado) (60 New Short Stories). Otras publicaciones incluyen West of Venus, De los Cerros Negros (ISBN 0-375-50230-0) y Mourning Doves: Historias (ISBN 0-684-19369-8). Mourning Doves estuvo nominado para los Premios Los Ángeles de Libro.
Tiene un B.A. por la Universidad de Illinois y un M.A. por la Universidad de Indiana.

## Obra

### Algunas publicaciones
- 2014. The Quiet Streets of Winslow (enlace roto disponible en Internet Archive; véase el historial, la primera versión y la última).. Publicó Counterpoint, 272 p. ISBN 1619023563, ISBN 9781619023567

- 2011. From the Black Hills: A Novel. Ed. completa de Random House Publishing Group, 300 p. ISBN 0307786692, ISBN 9780307786692

- 1998. West of Venus. Edición reimpresa de Random House Publishing Group, 256 p. ISBN 0385332882, ISBN 9780385332880